# Élections législatives de 1956 dans le Pas-de-Calais
Les élections législatives françaises de 1956 se tiennent le 2 janvier.
Ce sont les dernières élections législatives de la Quatrième république, après les élections de novembre 1946 et de juin 1951.

## Mode de scrutin
L'Assemblée nationale est composée de 626 sièges pourvus au scrutin proportionnel plurinominal suivant la règle de la plus forte moyenne dans le cadre départemental, sans panachage.
Le vote préférentiel est admis, en inscrivant un numéro d'ordre en face du nom d'un, de plusieurs ou de tous les candidats de la liste. Mais l'ordre ne pourra être modifié que si au moins la moitié des suffrages portés sur la liste est numéroté. Dans les faits les modifications ne dépasseront jamais les 7%.
La loi électorale du 7 mai 1951, dite loi des apparentements, reste en vigueur. Elle permet à la base une répartition des sièges à la représentation proportionnelle dans le département, mais si des listes « apparentées » avant le déroulement du scrutin obtiennent ensemble une majorité absolue de suffrages exprimés, elles reçoivent directement tous les sièges à pourvoir.
Dans le département du Pas-de-Calais, quatorze députés sont à élire.
- la première correspond aux arrondissements de Boulogne-sur-Mer, Montreuil et de Saint-Omer, dotée de 5 sièges ;
- la deuxième englobe le reste du département, soit les arrondissements d'Arras, de Béthune, et de Saint-Pol et élit 9 députés, un de plus que pour les constituantes.

## Élus
| Député sortant      | Parti | Parti    | Député élu ou réélu | Parti | Parti |
| ------------------- | ----- | -------- | ------------------- | ----- | ----- |
| 1re Circonscription |       |          |                     |       |       |
| Gaston Dassonville  |       | PCF      | Auguste Defrance    |       | PCF   |
| Henri Henneguelle   |       | SFIO     | Henri Henneguelle   |       | SFIO  |
| Louis Le Sénéchal   |       | SFIO     | Jeannil Dumortier   |       | SFIO  |
| Jean Febvay         |       | ARS      | Jean Febvay         |       | ARS   |
| Jacques Vendroux    |       | Rép. soc | André Parmentier    |       | SFIO  |
| 2e Circonscription  |       |          |                     |       |       |
| Auguste Lecœur      |       | PCF      | Gaston Coquel       |       | PCF   |
| René Camphin        |       | PCF      | Léandre Létoquart   |       | PCF   |
| André Mancey        |       | PCF      | André Mancey        |       | PCF   |
| Jeannette Prin      |       | PCF      | Jeannette Prin      |       | PCF   |
| Guy Mollet          |       | SFIO     | Guy Mollet          |       | SFIO  |
| Just Évrard         |       | SFIO     | Just Évrard         |       | SFIO  |
| Paul Sion           |       | SFIO     | Camille Delabre     |       | SFIO  |
| Jules Catoire       |       | MRP      | Jules Catoire       |       | MRP   |
| Jean Lefranc        |       | ARS      | Jean Lefranc        |       | ARS   |

## Résultats

### Première circonscription  (Boulogne-Montreuil-St Omer)
| Parti    | Parti        | Tête de liste     | Résultats | Résultats | Appar. | Appar. | Sièges |
| Parti    | Parti        | Tête de liste     | Voix      | %         | Voix   | %      | Nb.    |
| -------- | ------------ | ----------------- | --------- | --------- | ------ | ------ | ------ |
|          | SFIO         | Jeannil Dumortier | 74 194    | 35,85     | -      | -      | 3 1    |
|          | PCF          | Auguste Defrance  | 44 538    | 20,92     | -      | -      | 1      |
|          | CNIP-ARS-RGR | Jean Febvay       | 33 727    | 15,84     | -      | -      | 1      |
|          | Rép. soc-PRP | Jacques Vendroux  | 21 151    | 9,94      | -      | -      | 0 1    |
|          | UFF          | Paul Bracquart    | 21 034    | 9,88      | -      | -      | 0      |
|          | MRP          | Henri Bekkens     | 15 813    | 7,43      | -      | -      | 0      |
|          |              |                   |           |           |        |        |        |
| Inscrits | Inscrits     | Inscrits          | 251 322   | 100,00    |        |        | 5      |
| Votants  | Votants      | Votants           | 218 279   | 86,85     |        |        |        |
| Exprimés | Exprimés     | Exprimés          | 212 899   | 97,54     |        |        |        |

### Deuxième circonscription  (Arras-Béthune-St Pol)
- La liste Réf. État s'est retirée avant le scrutin, mais elle reste inscrite par la préfecture.

| Parti    | Parti     | Tête de liste     | Résultats | Résultats | Appar. | Appar. | Sièges |
| Parti    | Parti     | Tête de liste     | Voix      | %         | Voix   | %      | Nb.    |
| -------- | --------- | ----------------- | --------- | --------- | ------ | ------ | ------ |
|          | PCF       | Gaston Coquel     | 151 540   | 35,79     | -      | -      | 4      |
|          | SFIO      | Guy Mollet        | 139 352   | 32,91     | -      | -      | 3      |
|          | MRP       | Jules Catoire     | 52 675    | 12,44     | -      | -      | 1      |
|          | CNIP-ARS  | Jean Lefranc      | 41 494    | 9,80      | -      | -      | 1      |
|          | UFF       | Raymond Ditte     | 36 403    | 8,60      | -      | -      | 0      |
|          | Réf. État | Alexandre Petroff | 0         | 0,00      | -      | -      | 0      |
|          |           |                   |           |           |        |        |        |
| Inscrits | Inscrits  | Inscrits          | 479 828   | 100,00    |        |        | 9      |
| Votants  | Votants   | Votants           | 431 383   | 89,90     |        |        |        |
| Exprimés | Exprimés  | Exprimés          | 423 467   | 98,17     |        |        |        |